# Rigny
Rigny település Franciaországban, Haute-Saône megyében. Lakosainak száma 637 fő (2022. január 1.). Rigny Montureux-et-Prantigny, Gray, Arc-lès-Gray, Beaujeu-Saint-Vallier-Pierrejux-et-Quitteur, Chargey-lès-Gray és Saint-Broing községekkel határos.

## Népesség
A település népessége az elmúlt években az alábbi módon változott:
| Lakosok száma | 602  | 595  | 605  | 595  | 599  | 604  | 617  | 628  | 637  |
|               | 2013 | 2015 | 2016 | 2017 | 2018 | 2019 | 2020 | 2021 | 2022 |